# Real costarricense

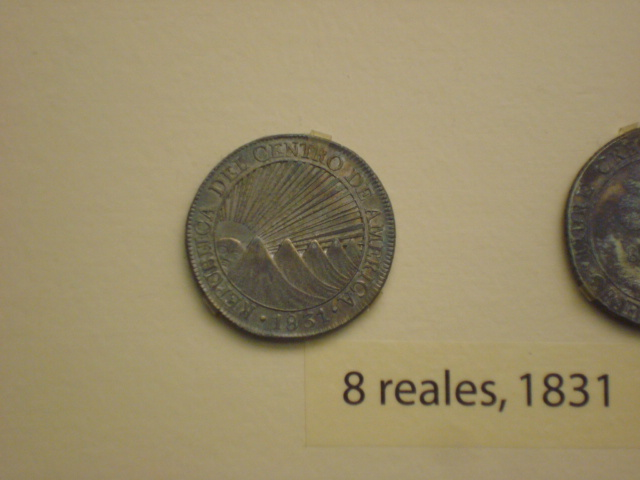
imagen de CoinsHome Moneda Costa Rica 1831

El real fue la moneda de Costa Rica, vigente hasta 1850, aunque continuó circulando hasta el año 1864. No tenía subdivisiones. 16 reales de plata equivalían a un escudo de oro. El real fue sustituido por el peso a una tasa de 1 peso = 8 reales.

## Historial

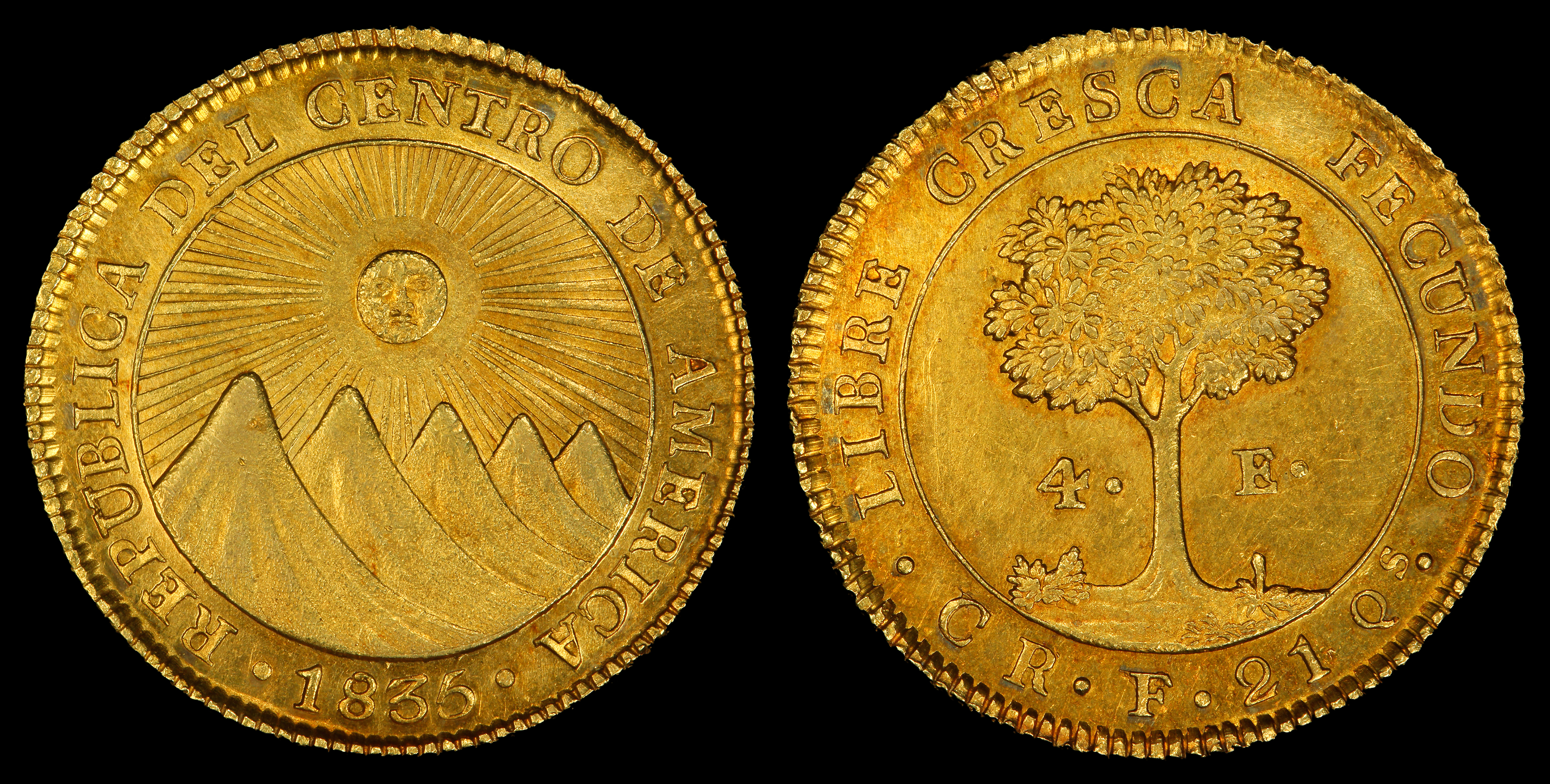
Moneda de 4 escudos de la República Federal de Centroamérica (1835).

Inicialmente, el real colonial español y el real español circularon a la misma tasa de cambio conjuntamente sin distinciones. En 1824 se introdujo a la circulación el real de la República Federal de Centroamérica. En 1842, Costa Rica dio a conocer su primeras monedas de 1/2 real y un escudo. A estas numismas se sumaron, en 1847, las piezas de 1 real. En 1850, cuando las primeras monedas del peso costarricense fueron emitidas, fueron acuñadas monedas de oro valuadas en 1/2, 1 y 2 escudos. Las últimas monedas denominados en reales se emitieron en 1850, mientras que las monedas de escudos se pusieron en circulación hasta 1864.